# 한흥 (성한)
한흥(漢興)은 중국 성한(成漢) 소문제(昭文帝)의 연호이다. 338년 4월에서 343년까지 5년 9개월 동안 사용하였다. 338년 4월에 즉위한 소문제가 국호를 한(漢)으로 바꾸면서 개원하였다. 343년 8월에 소문제의 뒤를 이어 즉위한 이세(李勢)가 남은 5개월 동안 계속 사용하였으며 344년에 개원하였다.
같은 시기에 사용된 다른 연호로는 동진(東晉)에서 사용한 함강(咸康 : 335년 ~ 342년), 건원(建元 : 343년 ~ 344년), 전량(前凉)에서 사용한 건흥(建興 : 314년 ~ 361년), 후조(後趙)에서 사용한 건무(建武 : 335년 ~ 348년), 대(代)에서 사용한 건국(建國 : 338년 ~ 376년)이 있다.

## 연대대조표
| 한흥                | 원년            | 2년        | 3년        | 4년        | 5년        | 6년             |
| 서력                | 338년           | 339년      | 340년      | 341년      | 342년      | 343년           |
| 육십간지 (六十干支) | 무술(戊戌)      | 기해(己亥) | 경자(庚子) | 신축(辛丑) | 임인(壬寅) | 계묘(癸卯)      |
| 동진 (東晉)         | 함강(咸康) 4년  | 5년        | 6년        | 7년        | 8년        | 건원(建元) 원년 |
| 전량 (前凉)         | 건흥(建興) 26년 | 27년       | 28년       | 29년       | 30년       | 31년            |
| 후조 (後趙)         | 건무(建武) 4년  | 5년        | 6년        | 7년        | 8년        | 9년             |
| 대 (代)             | 건국(建國) 원년 | 2년        | 3년        | 4년        | 5년        | 6년             |

## 같이 보기
- 중국의 연호

| 이전 연호 옥항(玉恒) | 중국의 연호 성한(成漢) | 다음 연호 태화(太和) |